# Bernard Rawlings
Bernard Rawlings (1889–1962) est un amiral de la Royal Navy. Il a servi pendant la Première et la Seconde Guerre mondiale.